# Alberto Lois
Alberto Lois Pie (Hato Mayor, 6 de mayo de 1956-Consuelo, 12 de marzo de 2019) fue un jugador dominicano que jugó en las Grandes Ligas de Béisbol.

## Biografía

### Actividad deportiva
Fue firmado por Pittsburgh Pirates como amateur en 1974. Solo jugó una temporada en Grandes Ligas, pasando la mayor parte de su carrera en los equipos de ligas menores afiliados a los Piratas. Militó en las menores con los equipos Charleston Pirates de la Western Carolinas League (1974), Salem Pirates de la Carolina League (1975, 1978), Charleston Charlies de la International League (1976), Shreveport Captains de la Texas League (1976), Columbus Clippers de la International League (1977, 1978), Buffalo Bisons de la Eastern League (1979), GCL Pirates de la Gulf Coast League (1979) y Portland Beavers de la Pacific Coast League (1979).
Hizo su debut en Grandes Ligas con los Piratas en 1978. En sus catorce juegos en las mayores y utilizado habitualmente como corredor emergente, terminó con 1 hit, 6 carreras anotadas, 1 triple, 1 base robada en 4 veces al bate.

### Vida personal
Murió en su casa el 12 de marzo de 2019.